# Corinne Niogret
Corinne Mireille Dominique Niogret (Nantua, 20 november 1972) is een Frans biatlete. 

## Carrière
Niogret won tijdens de Olympische Winterspelen 1992 in eigen land de gouden medaille op de estafette. Twee jaar later moest Niogret genoegen nemen met olympisch brons.
Niogret won op de wereldkampioenschappen vijftien medailles waaronder twee wereldtitels op de 15 kilometer individueel en één in de teamwedstrijd.

## Belangrijkste resultaten

### Wereldkampioenschappen
| Jaar | Plaats           | Onderdeel   | Onderdeel | Onderdeel     | Onderdeel  | Onderdeel | Onderdeel |
| Jaar | Plaats           | Individueel | Sprint    | Achtervolging | Massastart | Team      | Estafette |
| ---- | ---------------- | ----------- | --------- | ------------- | ---------- | --------- | --------- |
| 1992 | Novosibirsk      |             |           |               |            | 4e        |           |
| 1993 | Borovets         | 14e         | 61e       | Goud          | Zilver     |           |           |
| 1994 | Canmore          |             |           | Brons         |            |           |           |
| 1995 | Antholz          | Goud        | Brons     | Brons         | Zilver     |           |           |
| 1996 | Ruhpolding       | 17e         | 4e        | Brons         | Zilver     |           |           |
| 1997 | Brezno-Osrblie   | 4e          | 17e       | 8e            | –          | 4e        |           |
| 1998 | Pokljuka         |             |           | Zilver        | –          |           |           |
| 1999 | Kontiolahti      | Zilver      | 35e       | 32e           | –          |           | Brons     |
| 2000 | Oslo             | Goud        | 12e       | 13e           | Brons      | 4e        |           |
| 2001 | Pokljuka         | 19e         | 5e        | Zilver        | 19e        | 5e        |           |
| 2002 | Oslo             |             |           | –             |            |           |           |
| 2003 | Chanty-Mansiejsk | 10e         | 31e       | 26e           | 23e        | 5e        |           |
| 2004 | Oberhof          | 38e         | 34e       | 20e           | –          | 5e        |           |

### Olympische Winterspelen
| Jaar | Plaats         | Onderdeel   | Onderdeel | Onderdeel     | Onderdeel |
| Jaar | Plaats         | Individueel | Sprint    | Achtervolging | Estafette |
| ---- | -------------- | ----------- | --------- | ------------- | --------- |
| 1992 | Albertville    | 7e          | 17e       |               | Goud      |
| 1994 | Lillehammer    | 5e          | 27e       | Brons         |           |
| 1998 | Nagano         | 16e         | 25e       | 8e            |           |
| 2002 | Salt Lake City | 21e         | 9e        | 27e           | 9e        |